# Aubergine
Aubergine eller aubergin (uttal: /obεr'ʒin/), även äggplanta eller äggört (Solanum melongena), är en potatisväxtart som beskrevs av Carl von Linné. Aubergine ingår i släktet skattor som ingår i familjen potatisväxter. Arten förekommer tillfälligt i Sverige, men reproducerar sig inte. Arten odlas för användning av frukten som grönsak, och den vanligaste typen är lila på utsidan men vit på insidan.
Inga underarter finns listade i Catalogue of Life.

## Utseende och ursprung
Aubergine är en ettårig, värmekrävande växt, som härstammar från Sydostasien och södra Indien. Växten är en flerårig luden ört, 50–80 cm hög, med blommor i violett och gult. Frukten påminner om paprikan till formen, men har något större, matta blad med grön-violett färg. Den är oftast 6–20 cm, äggformig och oftast mörkviolett, men det finns även vita och gröna varianter.
Äggplanta har länge varit populär kring Medelhavet och i södra Asien, men först på senare år blivit vanlig i Sverige.

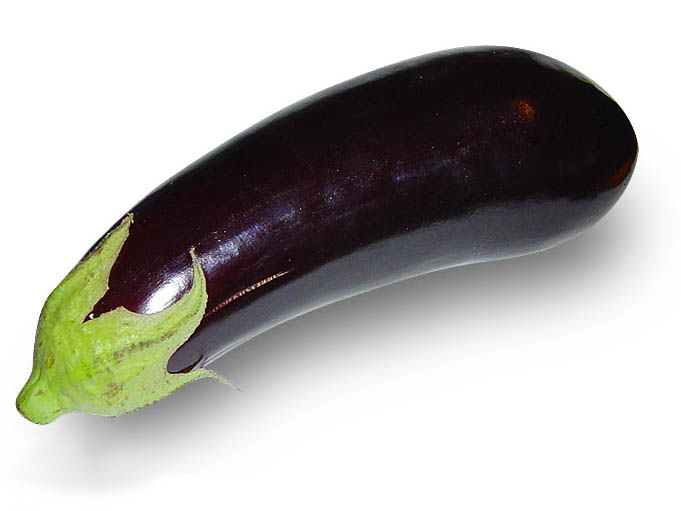
Aubergine.

## Växtplats och jordmån
Äggplantan odlas bäst i växthus, i en mullrik och näringsrik jord. Den är frostkänslig och mycket värmekrävande. Den måste förkultiveras eftersom den har en lång utvecklingstid. Plantavstånd 50–70 cm.

## Allmän skötsel
Luckring och regelbunden bevattning. Plantan bör bindas upp eller stöttas. För att plantorna ska bli buskigare bör de toppas vid en höjd av ca 20 cm, låt 3-4 grenar växa fram.
Extra gödning vid fruktsättningen och framåt.
Den har i regel inga problem med skadeinsekter och sjukdomar, men plantan kan angripas av bladlöss och vita flygare. Duscha plantorna med svagt såpvatten vid angrepp. Nässelvatten stärker växten.
Den kan skördas när frukterna är välutvecklade och har fått en svartviolett, glänsande färg. Tidig skörd stimulerar fruktsättningen.

## Användningssätt
Förvara den skördade frukten svalt, men inte i kylskåp. Vid förvaring mellan 12 och 14 grader håller sig den nyskördade frukten någon vecka.[källa behövs]
Aubergine äts stekt, rostad, bakad, kokt, gratinerad eller panerad. Ofta med olivolja och tomat. Aubergine används i den grekiska maträtten moussaka och den sicilianska maträtten caponata.

## Sortval
Det finns några olika sorter att välja på, de flesta med violetta frukter men även med vita eller gröna. De moderna hybriderna ger oftast bäst skörd. Black beauty är en av de mest odlade, med en bra smak. Vista F.1 är en modern, tidig och rikgivande sort.

## Synonymer
- Melongena ovata Mill.
- Melongena tereta Mill.
- Solanum cumingii Dunal
- Solanum edule Schum. & Thonn.
- Solanum esculentum Dunal
- Solanum heteracanthum Dunal in Poir.
- Solanum insanum L.
- Solanum longum Roxb.
- Solanum melanocarpum Dunal
- Solanum melongena var. depressum L.H. Bailey
- Solanum melongena var. esculentum Nees
- Solanum melongena var. inerme (DC.) Hiern
- Solanum melongena var. ovigerum Nees
- Solanum melongena var. serpentinum (Desf.) L.H. Bailey
- Solanum oviferum Salisb.
- Solanum ovigerum Dunal
- Solanum pressum Dunal
- Solanum pseudoundatum Blume
- Solanum sanctum L.
- Solanum sativum Dunal
- Solanum serpentinum Desf.
- Solanum undatum Lam.
- Solanum zeilanicum Scop.

## Bildgalleri

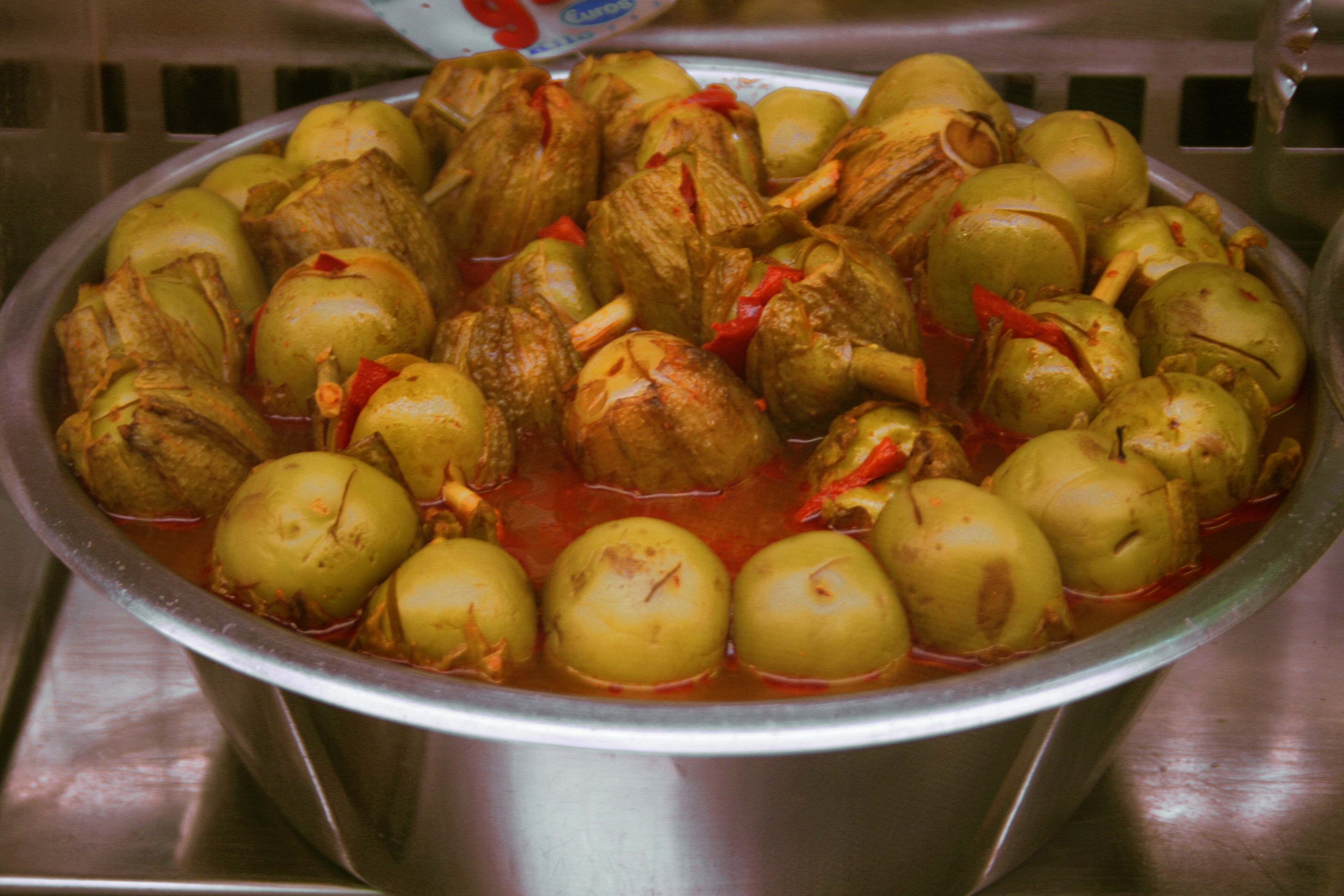
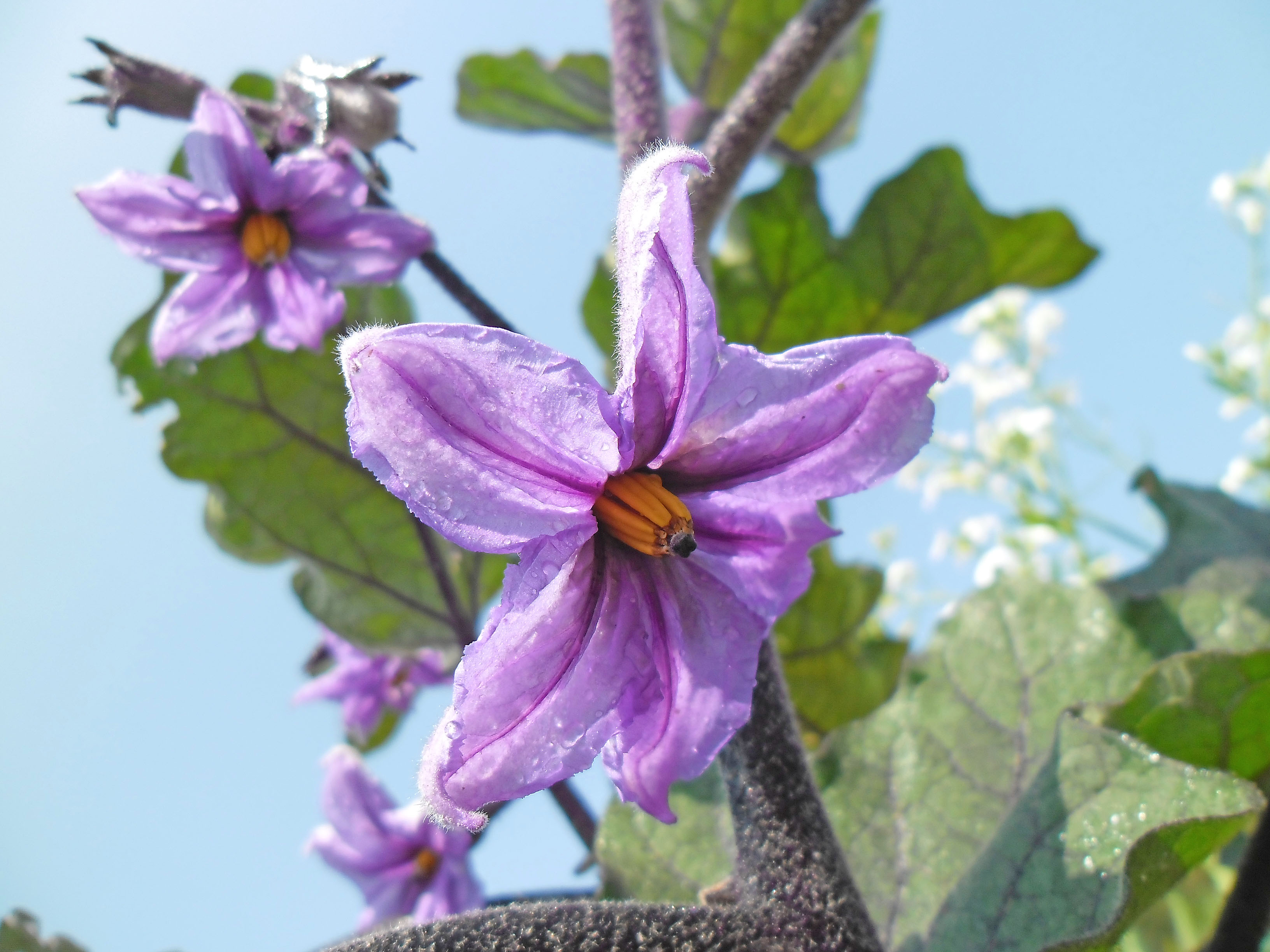
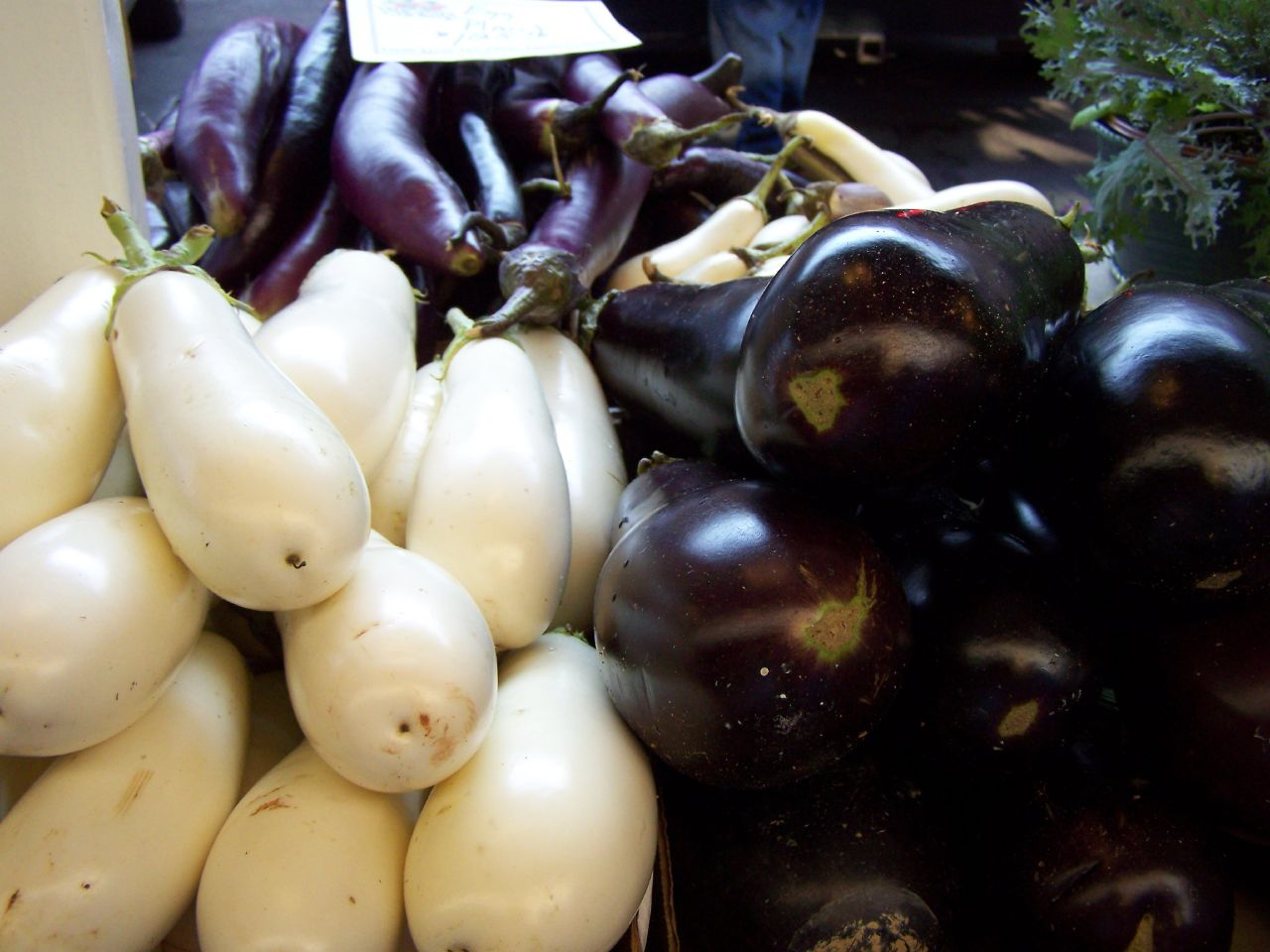
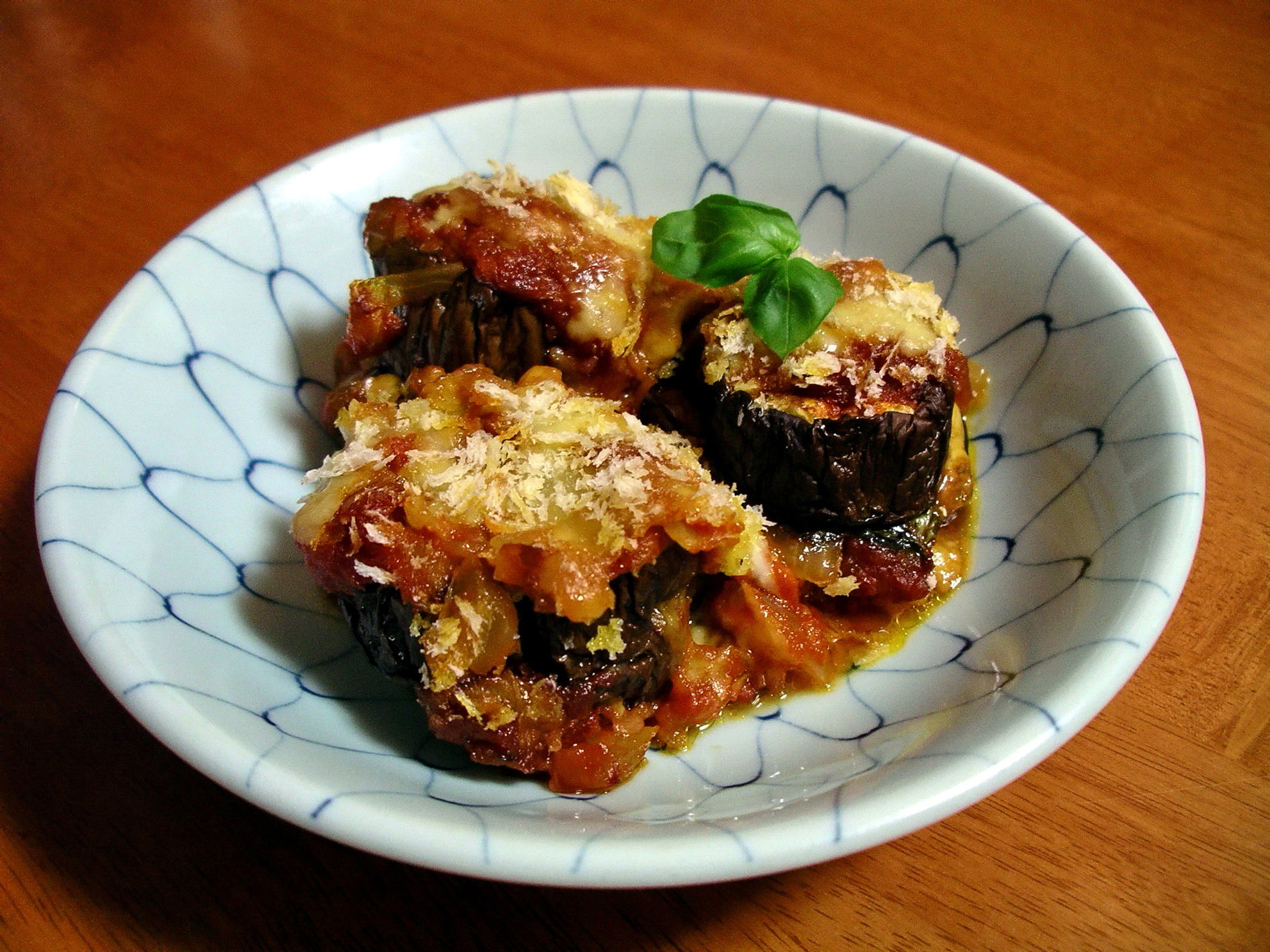
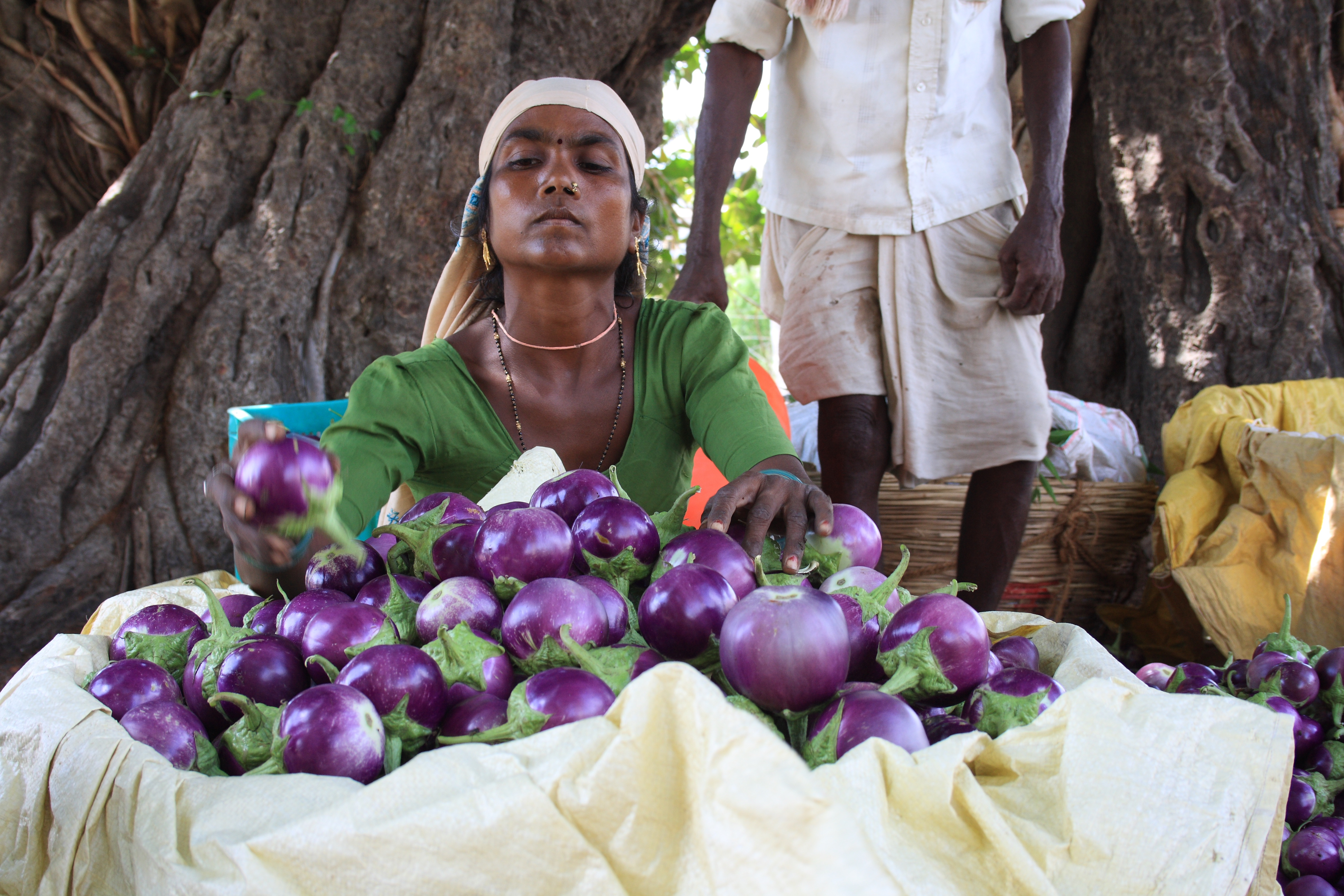
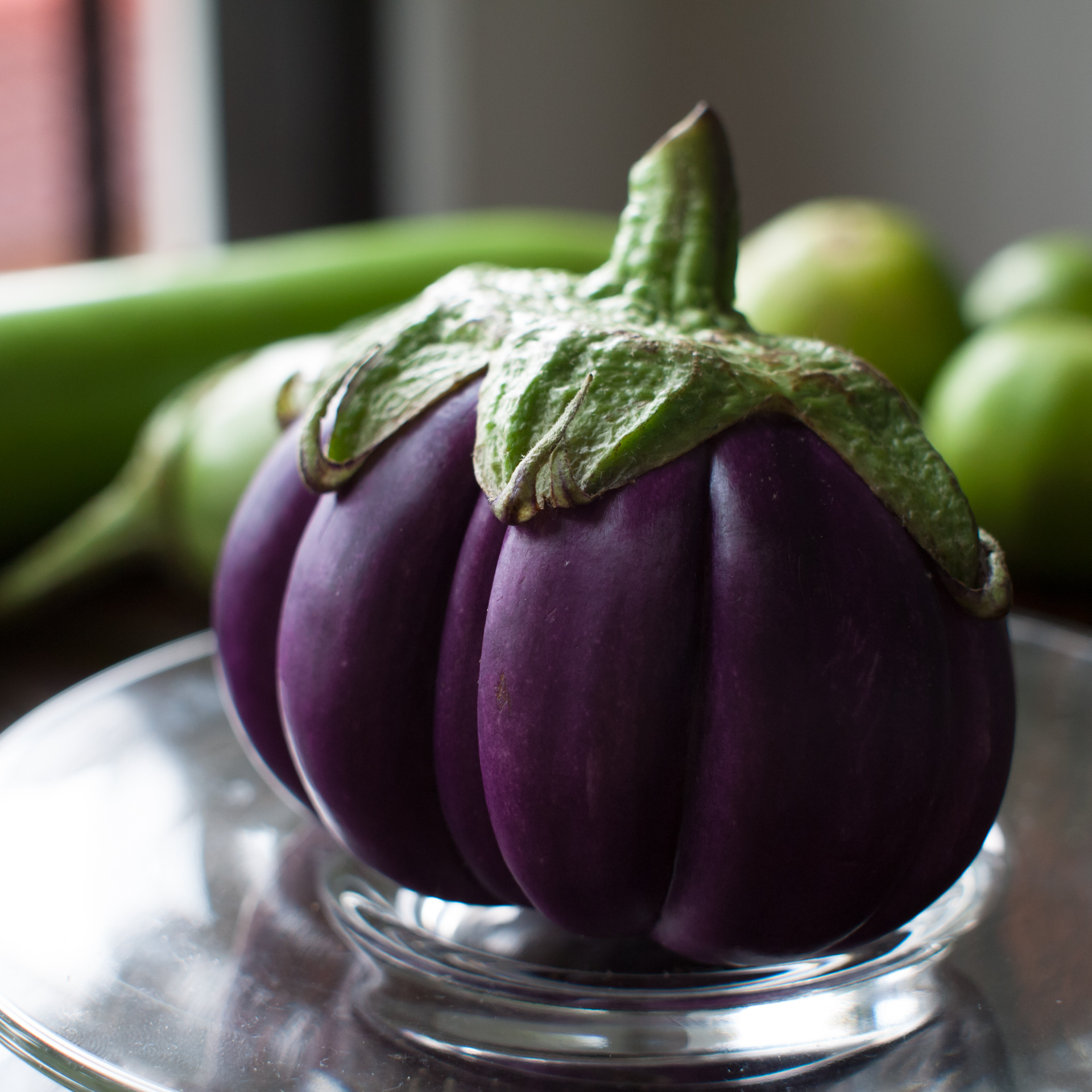
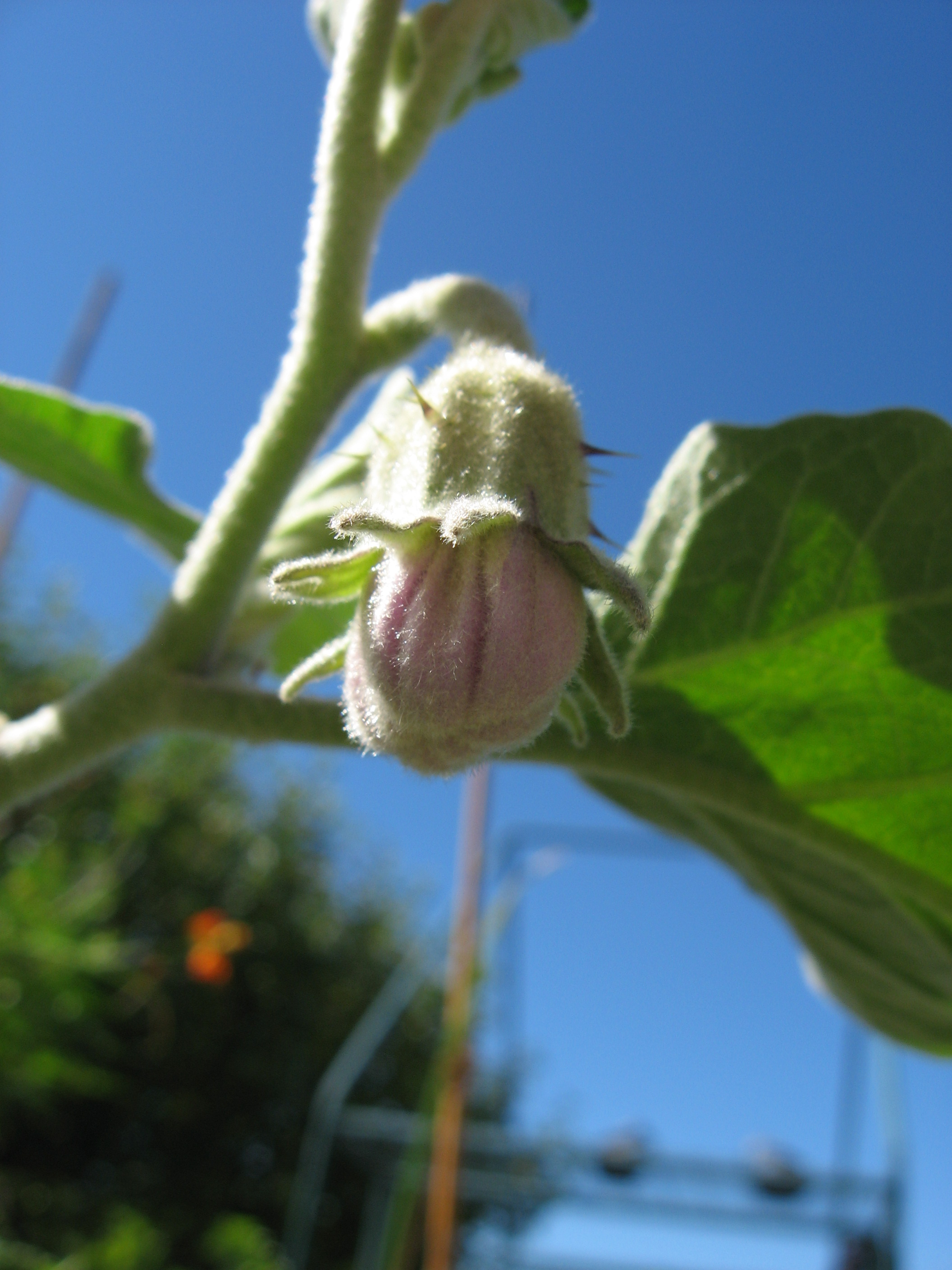
Aubergineblomknopp